# Arthur Marx
Arthur Marx (New York, 21 luglio 1921 – Los Angeles, 14 aprile 2011) è stato uno scrittore e commediografo statunitense.

## Biografia
Figlio del comico e attore Groucho Marx e della sua prima moglie, Ruth Johnson, venne chiamato così in onore dello zio Arthur "Harpo" Marx.
Trascorse i suoi primi anni accompagnando il padre nei circuiti vaudeville negli Stati Uniti e all'estero. Quando aveva 10 anni, la famiglia si trasferì nel sud della California, dove i fratelli Marx intrapresero la loro carriera cinematografica.

## Filmografia parziale

### Sceneggiatore
- I guai di papà (A Global Affair), regia di Jack Arnold (1964)
- Gli anni impossibili (The Impossible Years), regia di Michael Gordon (1968)
- Prenotazione annullata (Cancel My Reservation), regia di Paul Bogart (1972)

## Opere

### Libri
- The Ordeal of Willie Brown (1951)
- Life With Groucho (1954)
- Not as a Crocodile (1958)
- Goldwyn: The Man Behind the Myth
- Red Skelton
- The Nine Lives of Mickey Rooney
- The Secret Life of Bob Hope
- Son of Groucho (1972)
- Everybody Loves Somebody Sometime (Especially Himself) (1974)
- My Life With Groucho (1992)
- Arthur Marx's Groucho: A Photographic Journey (2003)

### Musical
- The Impossible Years (1965)
- Minnie’s Boys (1970)
- Groucho: A Life in Revue (1986)